# Polyalthia tsiangiana
Polyalthia tsiangiana este o specie de plante din genul Polyalthia, familia Annonaceae, descrisă de Ping Tao Li. Conform Catalogue of Life specia Polyalthia tsiangiana nu are subspecii cunoscute.